# Mottier
Mottier település Franciaországban, Isère megyében. Lakosainak száma 843 fő (2022. január 1.). Mottier Champier, La Côte-Saint-André, Eydoche, Gillonnay, Longechenal, Saint-Hilaire-de-la-Côte és Porte-des-Bonnevaux községekkel határos.

## Népesség
A település népességének változása:
| Lakosok száma | 362  | 414  | 468  | 609  | 687  | 690  | 715  | 768  | 790  | 843  |
|               | 1968 | 1982 | 1990 | 2006 | 2013 | 2015 | 2017 | 2019 | 2020 | 2022 |